# Seiun-Brücke
Die Seiun-Brücke (japanisch 青雲橋 Seiunbashi) führt eine Provinzstraße über die enge Schlucht des Dōzan (銅山川、Dōzangawa), eines Nebenflusses des  Yoshino im Bereich von Miyoshi in der Präfektur Tokushima auf Shikoku, der kleinsten der vier Hauptinseln Japans.
Die Brücke ist insgesamt 97 m lang und 6,3 m breit. Die Spannbandbrücke hat einen geraden Fahrbahnträger aus Stahlbeton, der ein leichtes Gefälle aufweist und mit schräg gestellten Stahlrohrstützen auf dem Spannbetonband aufgeständert ist. Sie wurde 2004 von Sumitomo Mitsui Construction errichtet.
Die Brücke wurde 2004 mit dem Tanaka-Preis der Japan Society of Civil Engineers (doboku gakkai) und 2006 mit dem Fib Award for Outstanding Concrete Structures ausgezeichnet.